# Marjorie Moreman
Marjorie Moreman (Monte Ābū, India, 14 de noviembre de 1902-Southampton, Inglaterra, septiembre de 1987) fue una gimnasta artística británica, medallista de bronce olímpica en Ámsterdam 1928 en el concurso por equipos.

## Carrera deportiva
En las Olimpiadas celebradas en Ámsterdam en 1928 gana medalla de bronce en el concurso por equipos, tras las neerlandesas (oro) e italianas (plata), siendo sus compañeras de equipo las gimnastas: Lucy Desmond, Margaret Hartley, Amy Jagger, Isobel Judd, Jessie Kite, Annie Broadbent, Edith Pickles, Ethel Seymour, Ada Smith, Hilda Smith y Doris Woods.